# Палладинские пруды
Палладинские пруды (укр. Палладинські ставки) — группа прудов на ручье Палладинский, расположенные в Феофании на территории Голосеевского района г. Киев. Площадь — 0,041 км² (4,1 га).

## География
Площадь и параметры (длина × ширина) прудов сверху вниз по течению ручья — с севера на юг: № 1 — 0,5 га 165×50 м, № 2 — 1,3 га 260×45 м, № 3 — 0,7 га 145×45 м, № 4 — 0,5 га 145×35 м, № 5 — 1,1 га 155×75 м. Глубина средняя — м, наибольшая — м. Высота над уровнем моря: м. Водоёмы относятся к типу декоративно-рекреационных.
Палладинские пруды расположены на территории парка Феофания, юго-восточнее улицы Академика Лебедева (кроме пруда № 1, он лежит севернее). Севернее в непосредственной близости расположен Свято-Пантелеймоновский монастырь.
Группа представлена 5 водоемами (№ 1-5, сверху вниз по течению). Они расположены каскадом с севера на юг и разделены плотинами.
В летний период пруды являются местом отдыха горожан. В зимний период пруды замерзают полностью.
На северном пруду расположен остров с альтанкой, к которым идет мостик.

## Природа
В воде присутствует водная растительность. Здесь встречаются водоплавающие птицы.

## Происхождение названия
В Феофании в послевоенное время разместились полевые экспериментальные базы Института ботаники АН Украины и Института зоологии АН Украины. На ручье, который местные жители называли Стратовка, было два небольших пруда. Второй рекреационный пруд, на правом берегу которого стоял небольшой академический домик, который часто посещал А. В. Палладин — известный ученый-биохимик, президент АН Украины в 1946—1962 гг. С конца 1950-х гг. этот пруд в народе получил название «Палладинский».
В целом, такая гидрографическая ситуация в урочище Феофания просуществовала до начала 2000-х годов, когда она изменилась в результате строительства садово-паркового комплекса «Феофания». Бывшее название одного пруда трансформировалось на каскад из 5 прудов.
После каскада прудов, выходя за пределы парка «Феофания», ручей протекает у подножия Хотовского городища скифских времен.